# 1994年冬季残疾人奥林匹克运动会日本代表团
1994年冬季残疾人奥林匹克运动会日本代表团是日本派出的1994年冬季残疾人奥林匹克运动会代表团。获得3枚银牌和3枚铜牌。